# Comuna Vasîlivka, Snihurivka
Vasîlivka (în ucraineană Василівка) este o comună în raionul Snihurivka, regiunea Mîkolaiiv, Ucraina, formată din satele Ievhenivka, Pavlo-Mareanivka și Vasîlivka (reședința).

## Demografie
Componența lingvistică a comunei Vasîlivka
     Ucraineană (95,99%)
     Rusă (3,15%)
     Alte limbi (0,27%)
Conform recensământului din 2001, majoritatea populației comunei Vasîlivka era vorbitoare de ucraineană (95,99%), existând în minoritate și vorbitori de rusă (3,15%).